# Serengeti (chat)
 (6 janvier 2016).
Pour les articles homonymes, voir Serengeti.
Le serengeti est une race de chat originaire des États-Unis. Ce chat de taille moyenne se caractérise par un physique proche de celui du Serval.

## Origines
La création de la race serengeti date des années 1990. Une conservatrice et biologiste, Karen Sausman, en serait à l'origine. Elle voulait une race de chat domestique ressemblant le plus possible au serval sans avoir recours à l'hybridation, et elle a croisé un père bengal (hybride entre un chat et un chat léopard du Bengale) et une mère orientale.
La race serengeti est reconnue en 2001 par la TICA, ainsi que par le LOOF comme « nouvelle race ».

## Standards
Le serengeti est un chat de taille moyenne au corps long et musclé. Il fait entre 30 et 35 cm avec un poids entre 5 et 7 kg pour les mâles et entre 4,5 et 6 kg chez les femelles. Le dos est droit et c'est un chat haut sur pattes. Elles sont longues mais solides, tant par la musculature que l'ossature. Les pieds sont ronds et de taille moyenne. Lorsque le chat marche, on peut voir ses omoplates bouger. La queue est assez épaisse, de taille moyenne, bien que proportionnellement au corps elle paraisse courte.
La tête peut paraitre petite par rapport au reste du corps. Elle forme un triangle arrondi. Le profil du Serengeti ne présente pas de courbes, le front et le nez sont droits. Pour garder l'aspect « sauvage », le nez est épais et de couleur brique entourée de noir. Les yeux sont grands et ronds, d'une couleur entre le jaune et cuivré, mais de préférence dorés. Le vert est toléré. Les oreilles sont très grandes et de forme conique avec un bout arrondi et une base bien large et ouverte. Elles sont proches sur la tête et sont un point important de l'allure du Serengeti. Entre les oreilles sur le dessus de la tête, il est bien important de distinguer la forme d'un scarabée, contrairement au bengal qui lui forme un genre de gros M. Son espérance de vie est entre dix et douze ans.
La fourrure est courte, douce et épaisse.
La robe du serengeti « tabby » est gris pâle ou beige, tachetée de points noirs ou brun foncé. La seule robe autorisée est le spotted tabby, sans ticking. Les couleurs autorisées sont le noir et le brun. Il existe également des serengeti silver ou smoked. Les sujets silver ont alors le poil clair, ce qui fait encore plus ressortir les taches.

## Caractère
Le serengeti est décrit comme un chat bon chasseur, comme ses ancêtres les léopards. Il pousse un cri (grognement et soupir) qui se distingue des autres chats quand il est en position de chasse. Le serengeti n'est pas sauvage, proche du tempérament de la race de chat orientale.
Cette race de chat est reconnue pour être intelligente et apprendre rapidement, ce qui en fait un bon compagnon interactif.
Il est affectueux avec les humains et miaule beaucoup avec une voix très puissante. Ces traits de caractère restent toutefois parfaitement individuels et sont avant tout fonction de l'histoire de chaque chat.

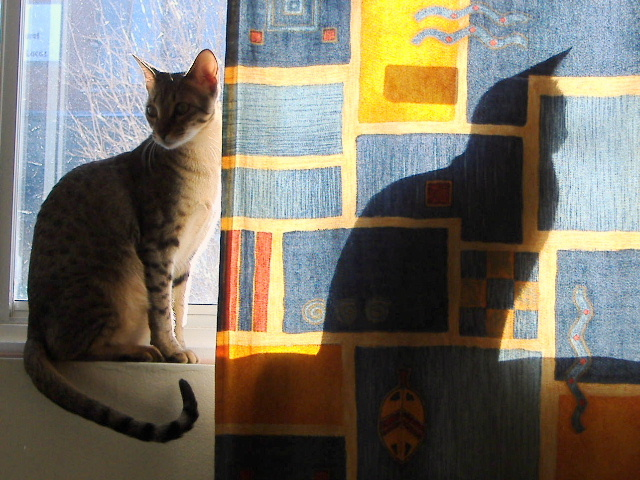
Un serengeti